# Dinocephalosauridae
Dinocephalosauridae — вимерла клада морських і наземних архозавроморфних рептилій, які жили протягом тріасового періоду. Як і таністрофеїди, вони характеризуються довгою шиєю, подовженою шляхом додавання шийних хребців або подовження окремих кісток.
Диноцефалозавриди відомі з Європи (Польща, Німеччина, Австрія, Нідерланди) та Китаю
. Деякі члени (тобто Dinocephalosaurus) є виключно морськими тваринами, швидше за все, жили біля узбережжя океану Тетіс, тоді як інші члени (тобто Pectodens) були суто наземними, що свідчить про велике екологічне різноманіття лише кількох відомих видів цієї родини.